# 兀魯兀惕
兀魯兀惕（羅馬化：Uru'ud，羅馬化：ūrūt，見《史集》），是12世紀的一个蒙古部族名称。《元朝秘史》作兀鲁兀惕，也作乌鲁乌特部。

## 历史
关于兀魯兀惕的起源有两种传说：《元朝秘史》记载，孛端察儿的曾孙中有纳臣把阿秃儿，其两子兀魯兀歹、忙兀台分别形成忙忽惕氏和兀魯兀惕氏。《史集》则称，纳臣之后四代，屯必乃的儿子札黑速（jaqsū）的三个儿子分化出那牙勤氏、忙忽惕氏、兀魯兀惕氏。无论哪种说法，兀魯兀惕部均为孛端察儿后裔，属孛儿只斤氏分支，且与忙忽惕部关系密切。12世纪末成吉思汗崛起时，忙忽惕-兀魯兀惕集团是蒙古部内仅次于乞颜氏、泰赤乌氏、巴阿邻氏的强大氏族。
12世纪末，蒙古部内以铁木真（成吉思汗）为首的乞颜氏与泰赤乌氏两大势力抗争激化，兀魯兀惕部有一位是兀魯兀歹后裔的名叫主儿扯歹（朮赤台）的人，尽管多数人都投靠了势力更强的泰赤乌氏，主儿扯歹却与忙忽惕部的畏答儿一起，很早就归顺了成吉思汗。主儿扯歹率领的兀魯兀惕士兵与畏答儿率领的忙忽惕士兵，约占成吉思汗全部兵力的一半，是其核心力量。札木合在合剌合剌只惕之战中评价忙忽惕与兀魯兀惕部：“他那里有称为有兀魯兀惕、忙忽惕的部众，是他的能厮杀的部众。他们善于转换阵势、有次序地回旋冲杀，自幼熟练刀枪，他们的旗帜有黑旗、花旗，那些人是应当提防的。”
主儿扯歹的儿子怯台，受成吉思汗之命，隶属于负责东方事务的札剌亦儿部的木华黎麾下，与同样在木华黎麾下的弘吉剌部的按陈那颜、亦乞列思部的孛秃那颜、忙忽惕部的木哥漢札等等并称“左手五投下”，在忽必烈对阿里不哥作战中，作为忽必烈一派的主力发挥了重要作用，于元朝备受优待。

## 兀魯兀惕氏朮赤台家族
- 朮赤台（J̌ürčedei）
  - 郡王 怯台（Kehetei，کهتی نویان/Kehtei Nūyān）
    - 郡王 端真（Temüǰin）
    - 郡王 哈答（Qada）
      - 郡王 脱欢（Toγon）
        - 郡王 塔失帖木儿（Taš temür）
          - 郡王 匣剌不花（Qara buqa）

      - 亦隣只班（Irinǰibar）
      - 郡王 慶童（Hingtom）
        - 郡王 也里不花（Yeli buqa）

  - 不只儿（Buǰir，بوجر نویان/Būjir Nūyān）